# بيبي أرييل
بيبي أرييل (بالإنجليزية: Baby Ariel)‏ هي مدونة فيديو وعارضة ومغنية أمريكية، ولدت في 22 نوفمبر 2000 في جنوب فلوريدا في الولايات المتحدة.

## وصلات خارجية
- بيبي أرييل على موقع IMDb (الإنجليزية)
- بيبي أرييل على موقع روتن توميتوز (الإنجليزية)
- بيبي أرييل على موقع قاعدة بيانات الأفلام العربية
- بيبي أرييل على موقع ألو سيني (الفرنسية)
- بيبي أرييل على موقع ميوزك برينز (الإنجليزية)
- بيبي أرييل على موقع أول ميوزيك (الإنجليزية)
- بيبي أرييل على موقع قاعدة بيانات الفيلم (الإنجليزية)
- الموقع الرسمي